# Ferdinand Leitenberger

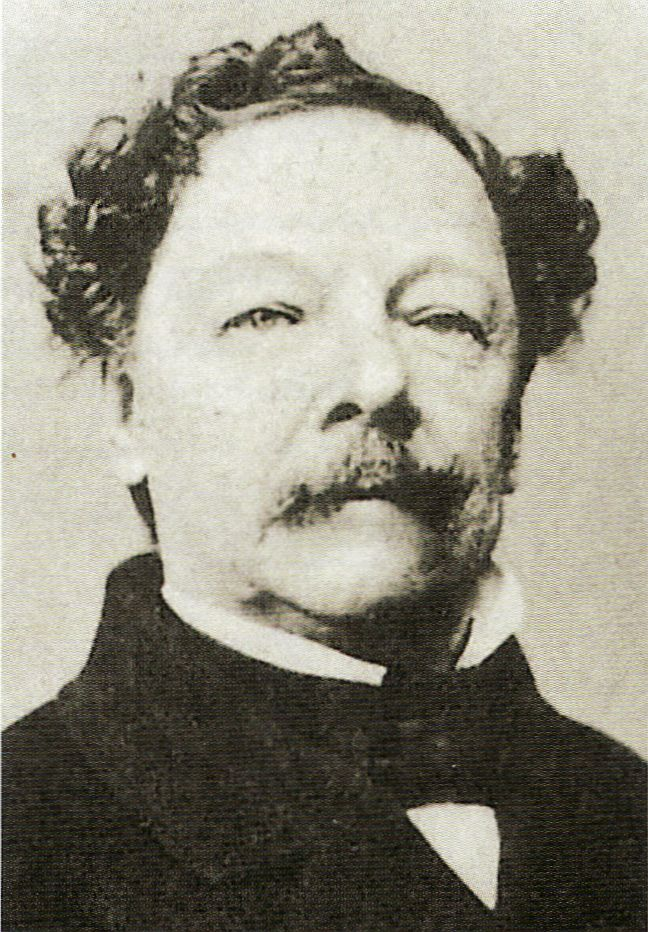

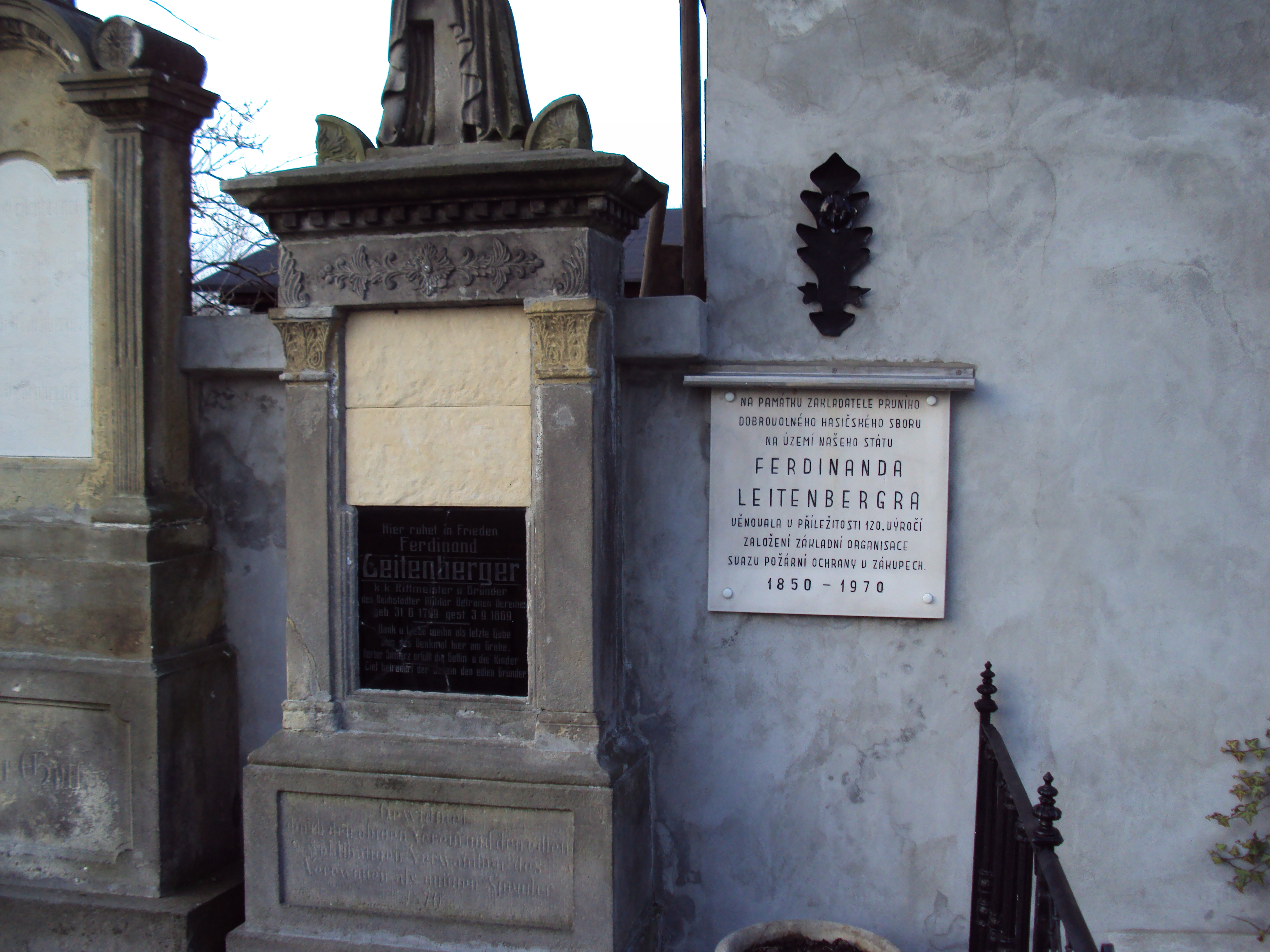
Grab Leitenbergers in Zákupy

Beschreibung der patentierten Feuerlöschpumpe Leitenbergers

Ferdinand Leitenberger (* 30. Juni 1799 in Reichstadt, Böhmen; † 3. September 1869 ebenda) war ein österreichischer Feuerwehrpionier.

## Leben
Leitenberger war ein jüngerer Sohn des Ignaz Leitenberger (* 18. April 1764 in Wernstadt, + 26. Dezember 1839 in Reichstadt, Bezirk Böhmisch Leipa), Erbe der Zitz- und Kattun-, Walzen- und Kupferplatten-Druckfabrik in Neu-Reichstadt, der 1806 die August Stark´sche Kattundruckerei in Niemes kaufte und Enkel des Textil-Großindustriellen Johann Josef Leitenberger.
Während sein älterer Bruder Eduard Leitenberger (* 6. September 1794 in Reichstadt, + 25. Januar 1871 in Prag) 1812 Teilhaber der väterlichen Fabrik wurde, 1832 den Betrieb übernahm und diesen 1854 aus finanziellen Schwierigkeiten an Jakob Fellner verkaufte, wurde Ferdinand Leitenberger Rittmeister bei der Kavallerie in der Monarchie Österreich-Ungarn. Seinen Dienst versah er in Galizien, Siebenbürgen und Ungarn. Als er 1838, im Alter von 39 Jahren, krankheitshalber den Dienst quittieren musste, kehrte er in seine Heimatstadt zurück.
Die Erlebnisse, die er als Soldat hatte, bewogen ihn den Aufbau einer Freiwilligen Feuerwehr zu organisieren. Dies war insofern bemerkenswert, da es bis dahin kaum etwas Vergleichbares gab. Er schrieb seine Idee für dieses Feuer-Lebensrettungs-Löschsystem nieder und fand damit auch beim Bürgermeister von Reichstadt Gehör. Der österreichische Kaiser Ferdinand I., der seit seiner Abdankung im Jahr 1848 zeitweilig auf Schloss Reichstadt lebte, unterstützte ihn ebenfalls.
So konnte er 1851 das Pompiers-Corps in Reichstadt gründen, dessen erster Hauptmann er wurde. Diese Feuerwehr gilt als die erste Freiwillige Feuerwehr im österreichischen Teil von Österreich-Ungarn. Seine Erfahrungen in seiner eigenen Feuerwehr schrieb er nieder und machte damit Werbung zur Gründung weiterer neuer Feuerwehren, vor allem im böhmischen Raum.
Aber nicht nur der Organisation widmete sich Ferdinand Leitenberger, sondern er entwickelte eine preisgünstige Alternative zum wesentlich teureren Hydrophor, den Schlauch-Wasserzubringer, den er 1853 auch in Wien patentieren ließ.
Außer seiner Tätigkeit zur Entwicklung einer Feuerwehr war er auch als Erfinder erfolgreich. Er ließ beispielsweise eine transportable Schlegel-Dresch-Maschine patentieren.

## Publikationen
- Das freiwillige Pompiers-Corps oder Anleitung wie in jeder Provinzial-Stadt oder in jedem größeren Dorfe mit unbeträchtlichen Auslagen eine Feuerwehr oder Feuer-, Lebensrettungs-Löschanstalt gegründet werden kann. Bereits ausgeführt in Reichstadt zu Böhmen, Prag 1855
- Beschreibung und Anleitung zur Selbsterzeugung des rotierenden Schlauch-Wasserzubringers, Patentschrift 1853